# La Candelaria (Bogota)
Pour les articles homonymes, voir Candelaria.
La Candelaria est le 17e district de Bogota, la capitale de la Colombie. Sa population est de 18 143 habitants pour une superficie totale de 1,84 km2.
Il s'agit d'un quartier historique de Bogota. Les vieilles maisons ont un style baroque et colonial espagnol.

## Sites et monuments
- La place Bolívar, place historique de la ville, bordée par
  - le palais Liévano, mairie de Bogota
  - le Palais de justice, qui abrite les plus hautes cours de justice
  - le Capitole national de Colombie, siège du Congrès de la République de Colombie, plus haute instance du pouvoir législatif,
  - la cathédrale de l'Immaculée-Conception, siège de l'archidiocèse de Bogota
- le palais Nariño, résidence du président de la République
- Plazoleta Chorro de Quevedo : petite place piétonne.
- Bibliothèque Luis Ángel Arango : Cette bibliothèque est la plus importante de Colombie. Elle a été créée en 1958 par la Banque de la République de Colombie et abrite aujourd'hui plus d'un million de livres.
- Théâtre Cristóbal Colón : magnifique théâtre à l'italienne, le plus ancien de Colombie. Considéré comme l'une des sept merveilles de Colombie (dans un sondage d'El Tiempo auprès de ses lecteurs en 2007).
- Musée Botero : Il abrite des peintures et des sculptures de Fernando Botero, ainsi que des œuvres d'artistes comme tel que Claude Monet ou Pablo Picasso.
- Maison de la monnaie, ancienne fabrique de monnaie, aujourd'hui un musée.